# مدجره (روستا)
 مدجره  به عربی ( المدجّره )، روستایی است در دهستان المقاطر از توابع استان شبوه در کشور یمن در شبه جزیره عربستان.

## جمعیت
جمعیت آن ( ۷۰) نفر (۶ خانوار) می‌باشد.